# 天城ふるさと広場
天城ふるさと広場（あまぎふるさとひろば）とは、静岡県伊豆市上船原にある総合公園。

## 構成

### キャンプ・宿泊施設
- キャンプ場
  - 宿泊棟（ロッジ）2棟
  - バンガロー 7棟
  - テントサイト
  - 炊事棟
  - バーベキュー広場
- 山荘 - 12部屋、56名収容可。
  - 食堂
  - 大浴場
  - ロビー・サロン
- ヴィラAMAGI - 7部屋。スポーツ施設利用者のための合宿施設。

### スポーツ施設
- ゴルフ場（伊豆船原ゴルフ、ショートコース9ホール）
- 野球場
- 体育館
  - アリーナ - バレー、バスケット、卓球。
  - 多目的ホール - 武道、ダンス、研修会議。
- 多目的グラウンド - 土・芝で半々。サッカー、フットボール、ゲートボール、ソフトボール、ラグビーなど。
- テニスコート（芝2面、クレー8面）
- 屋内練習場 - 主にソフトボール用。
- 天城ドーム - ソフトボール（公式戦も[2]）、ゲートボール。

### その他
- SL機関車
- 陶芸の家
- 管理棟